# Tanganoides greeni
Tanganoides greeni là một loài nhện trong họ Amphinectidae. Loài này phân bố ở Tasmanië.